# Murilo Mendes

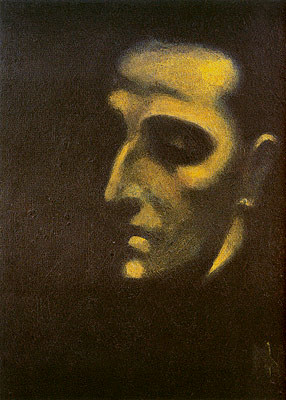
Murilo Mendes Gemälde von Ismael Nery von 1922

Murilo Mendes, eigentlich Murilo Monteiro Mendes, (* 13. Mai 1901 in Juiz de Fora, Bundesstaat Minas Gerais, Brasilien; † 13. August 1975 in Lissabon, Portugal) war ein brasilianischer Lyriker. Er war einer der bedeutendsten Lyriker seines Landes im 20. Jahrhundert und ein herausragender Vertreter des "Modernismo Brasileiro".

## Leben
Murilo Mendes wurde in einer Stadt im Bundesstaat Minas Gerais geboren. Als Jugendlicher besuchte er das Salesianer-Kolleg in Niterói. 1920 zog er nach Rio de Janeiro. Zwischen 1924 und 1929 wurden diverse Gedichte in Zeitschriften veröffentlicht. Sein erstes eigenes Buch erschien 1930 unter dem Titel "Poemas". Bereits dieses erste Buch wurde ausgezeichnet, mit dem Premio Graça Aranha. 1934 konvertierte er zum Katholischen Glauben. Der Tod seines besten Freundes, des Malers und Lyrikers Ismael Nery, stürzte ihn in eine tiefe Krise. Während seines Lebens in Brasilien hatte er die unterschiedlichsten Tätigkeiten ausgeübt: so wer er u. a. als Zahnarzt, Telegraphist, Bankangestellter, Archivar in einem Ministerium und Staatsbeamter auf Kommunalebene tätig. In Brasilien gehörte zu seinem Freundeskreis so bedeutende Leute wie Manuel Bandeira, Carlos Drummond de Andrade, Oswald de Andrade.
1943 hatte er einen längeren Aufenthalt in einem Sanatorium, um sich von der Tuberkulose zu erholen. 1941 heiratete er Maria da Saudade Cortesao, die Tochter des berühmten portugiesischen Historikers und Schriftstellers Jaime Cortesão, der in Brasilien lebte, und hatte Söhne mit ihr.
Zwischen 1953 und 1956 lebte er in Belgien und den Niederlanden. 1956 ging er dann nach Rom, um an der dortigen Universität brasilianische Literatur zu lehren, mit einer kurzen Gastprofessur in Pisa. Er lebte bis zu seinem Tode 1975 in Italien. Viele seiner Gedichte und Gedichtbände wurden in Italien, Spanien und Portugal veröffentlicht. Bedeutende Übersetzer seines Werkes waren in Italien Giuseppe Ungaretti und in Spanien Dámaso Alonso und Angel Crespo. Auch in Frankreich wurden diverse Gedichte in Anthologien veröffentlicht; sein Buch "Contemplacao de Ouro Preto" (1954) erschien auch in Französisch und enthielt eigens dafür erstellte Lithographien von Francis Picabia. Der Maler Guignard hatte ihn porträtiert.
Auch nahm er an diversen modernistischen Konferenzen teil, was ihm die Freundschaften mit André Breton, René Char, Albert Camus, Ezra Pound und Magritte einbrachte.
Wegen seines literarischen Engagements für die Freiheit und Demokratie erklärte die Franco-Regierung ihn offiziell zur "Persona non grata".
1972 war er das letzte Mal nach Brasilien gekommen. Er starb 1975 in Lissabon.
Er war einer der führenden Modernisten und Lyriker seines Landes im 20. Jahrhundert. Sein Werk wurde durch den Katholizismus und einen gewissen Mystizismus geprägt.

## Werk (Auswahl)
- Poemas, 1930, Gedichte.
- A poesia em Panico, (Die Poesie in Panik), 1937, Gedichte.
- O visionario, (Der Visionär),  1941, Gedichte.
- As Metarmorfoses, (Die Metarmorphosen), 1944, Gedichte.
- Poesia Liberdade, (Gedichte der Freiheit), 1947, Gedichte.

## Nachwirken

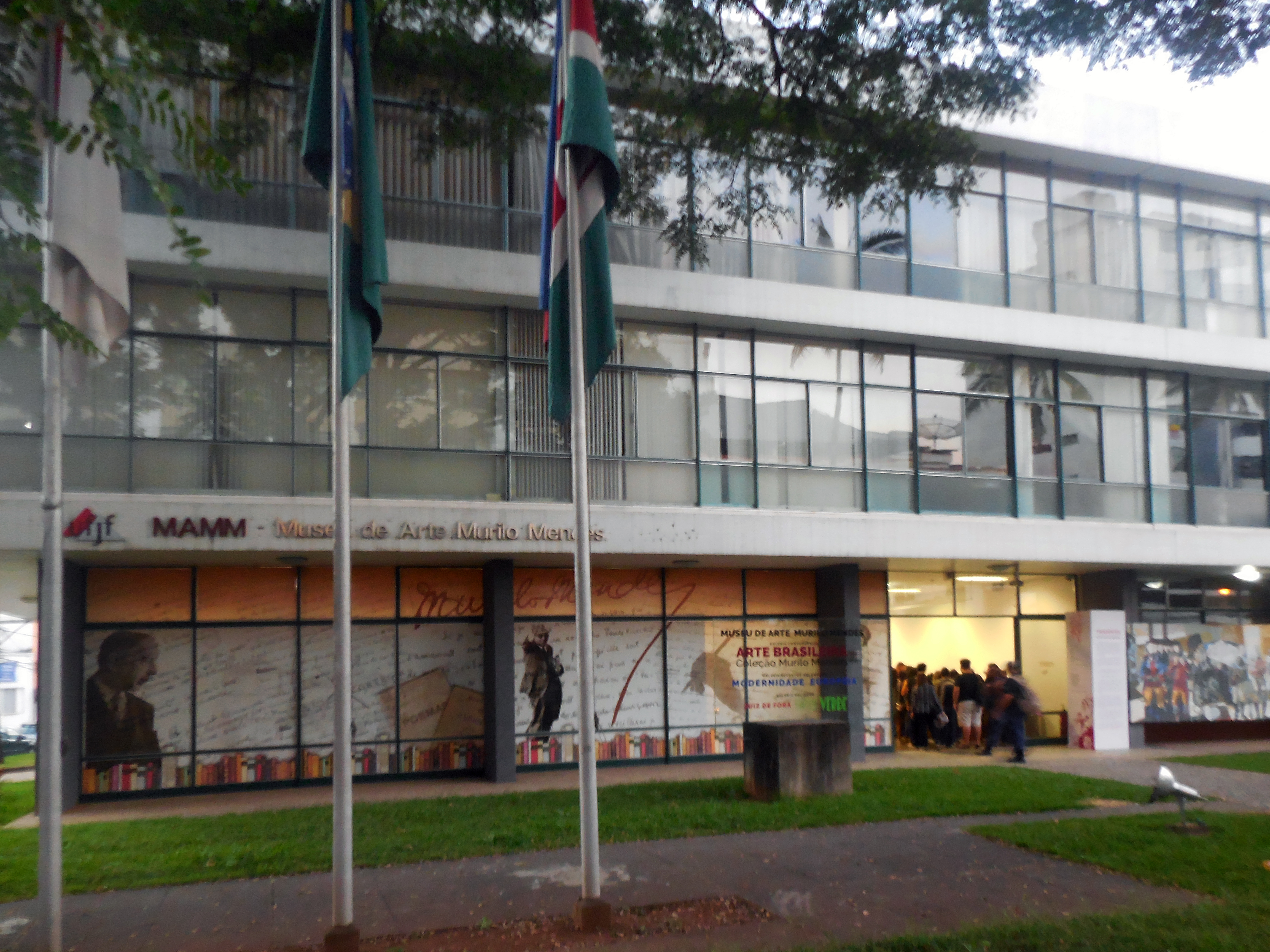
MAMM, Museu de Arte Moderna Murilo Mendes

Sein literarischer Nachlass und seine Kunstsammlung gingen als Stiftung in das nach ihm benannte Museu de Arte Moderna Murilo Mendes in Juiz de Fora ein.